# Baudouin V de Jérusalem
Pour les articles homonymes, voir Baudouin V.
Baudouin V de Jérusalem ou Baudouinet (août 1177 † août 1186), est roi de Jérusalem de 1183 à 1186, fils posthume de Guillaume de Montferrat, comte de Jaffa et d'Ascalon, et de Sibylle de Jérusalem.

## Biographie
Deux ans avant sa naissance, la famille royale de Jérusalem se compose du roi Baudouin IV, atteint de la lèpre et ne pouvant donc avoir ni femme ni enfant, de sa sœur Sibylle, âgée de seize ans et de son autre sœur Isabelle, âgée de six ans. La question du mariage de Sibylle est donc une affaire de première importance pour le royaume de Jérusalem. Après en avoir débattu, le choix du roi et du conseil des barons se porte sur la personne de Guillaume de Montferrat, qui vient en Terre sainte et épouse Sibylle en octobre 1176. Mais il contracte une maladie et meurt en juin 1177. Baudouin naît posthume, au cours de l’été 1177.
La question du remariage de Sibylle se pose à nouveau, plusieurs seigneurs sont approchés, mais les intrigues d’Agnès de Courtenay, la reine mère, et d’un noble croisé du nom d’Amaury de Lusignan parviennent à faire conclure le mariage entre Sibylle et Guy de Lusignan, qui reçoit en fief les comtés de Jaffa et d’Ascalon.

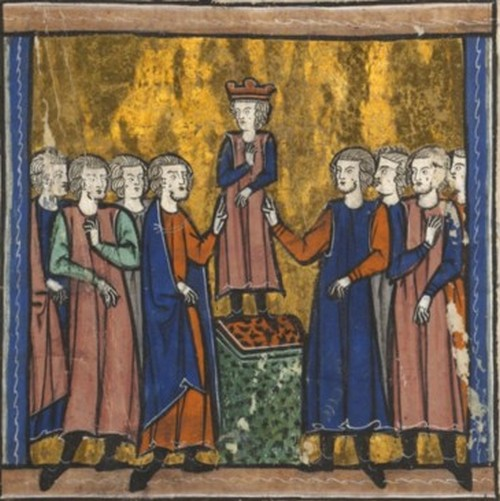
Hommage à Baudouin V., enluminure du XIIIe siècle.

Mais le nouveau comte de Jaffa, sans aucun sens politique et militairement brouillon, ne se révèle pas à la hauteur des espérances qui lui avaient été accordées. En 1183, voyant sa fin venir, Baudouin IV décide d’associer au trône son jeune neveu, appelé Baudouinet pour le distinguer de son oncle, et de nommer le comte Raymond III de Tripoli comme bailli et régent du royaume. Ce dernier refuse cependant la charge de tuteur, les charges de régent et de tuteur étant considérées comme incompatibles. Le 20 novembre 1183, Baudouinet est sacré roi de Jérusalem sous le nom de Baudouin V, alors qu’il n’est âgé que de six ans.
Baudouin IV le Lépreux meurt le 16 mars 1185 et Baudouin V devient le seul roi, sous la régence du comte de Tripoli. Ce dernier poursuit la politique du roi lépreux, c'est-à-dire une politique de paix et de bonnes relations avec Saladin. Le commerce entre les États latins d’Orient et les États de Saladin reprend et l’on voit même, au cours de l’hiver 1185-1186, l’État ayyoubide approvisionner en vivres le royaume de Jérusalem où sévit la disette après les mauvaises récoltes de l’été 1185.

## Une succession difficile et malheureuse
Le petit roi meurt à Saint-Jean-d’Acre à la fin du mois d’août 1186 et le problème de succession du royaume se pose à nouveau. Même si la monarchie hiérosolymitaine se transmet depuis trois quarts de siècle dans la même famille, l’avènement d’un nouveau roi doit être approuvé par l’assemblée des barons. Deux candidats à la succession se présentent, d’une part Guy de Lusignan, en vertu des droits héréditaires de son épouse Sibylle, d’autre part Raymond III de Tripoli, comme régent nommé par Baudouin le Lépreux. Guy n’a que peu de partisans, mais Sibylle, profitant de l’absence de Raymond, qui a été éloigné par Josselin III de Courtenay, se fait couronner reine à l’issue de l’inhumation de Baudouin V et fait couronner son époux, renforçant les chances de son mari, qui ne sont toutefois pas acquises sans l’assentiment de l’assemblée des barons. Raymond de Tripoli, désirant éviter une guerre civile entre les partisans de Guy et les siens, propose pour le remplacer Onfroy IV de Toron, marié à une autre sœur de Baudouin le Lépreux. Mais ce dernier, effrayé à l’idée des responsabilités royales, s’y refuse et prête allégeance à Guy et Sibylle.
Guy de Lusignan devient donc roi et mène le royaume à sa perte en moins d’un an, par l’écrasante défaite de Hattin, le 4 juillet 1187, puis la perte de la quasi-totalité des places fortes du royaume, dont Jérusalem, le 2 octobre 1187.